# Christian Meyer Ross

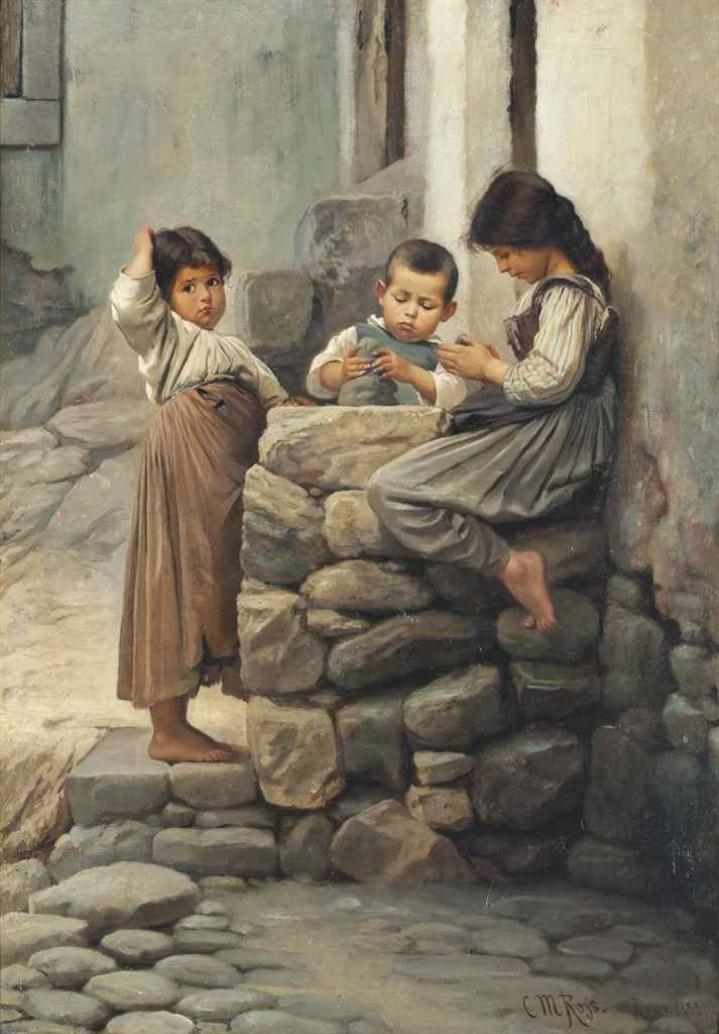
Die kleinen Töpfer

Christian Meyer Ross (* 22. November 1843 in Flekkefjord; † 2. April 1904 in Rom) war ein norwegischer Maler.
Christian wurde als Sohn des Zollinspektors Lauritz Lassen Ross (1794–1872) und Helene Dorthea Meyer (1801–59) geboren. Im Alter von 9 Jahren kam Ross nach Bergen, wo er bis 1862 die Bergener Lateinschule besuchte.
Er studierte ein Jahr lang klassische  Sprachen an der Universität von Christiania. Danach studierte er an der Kunstakademie in Kopenhagen.
Ab 10. Mai 1870 setzte er sein Studium als Figuren- und Geschichtsmaler an der Königlichen Akademie der bildenden Künste München bei Wilhelm von Diez fort, wurde jedoch unter „Ross“ immatrikuliert. Später setzte er sein Studium ab 1875 in Paris fort. Dort wurde er von Ernest Meissonier und Ferdinand Roybet beeinflusst. 1879 ließ er sich in Rom nieder, wo er bis zum Lebensende blieb. Er besuchte jedoch oft die skandinavischen Herbstausstellungen. Meyer-Ross war mehrere Jahre Vorsitzender der Skandinavischen Vereinigung in Rom.
Meyer Ross wurde auf dem Cimitero acattolico di Roma bei der Cestius-Pyramide beigesetzt.